# Dominikanerkloster Koblenz

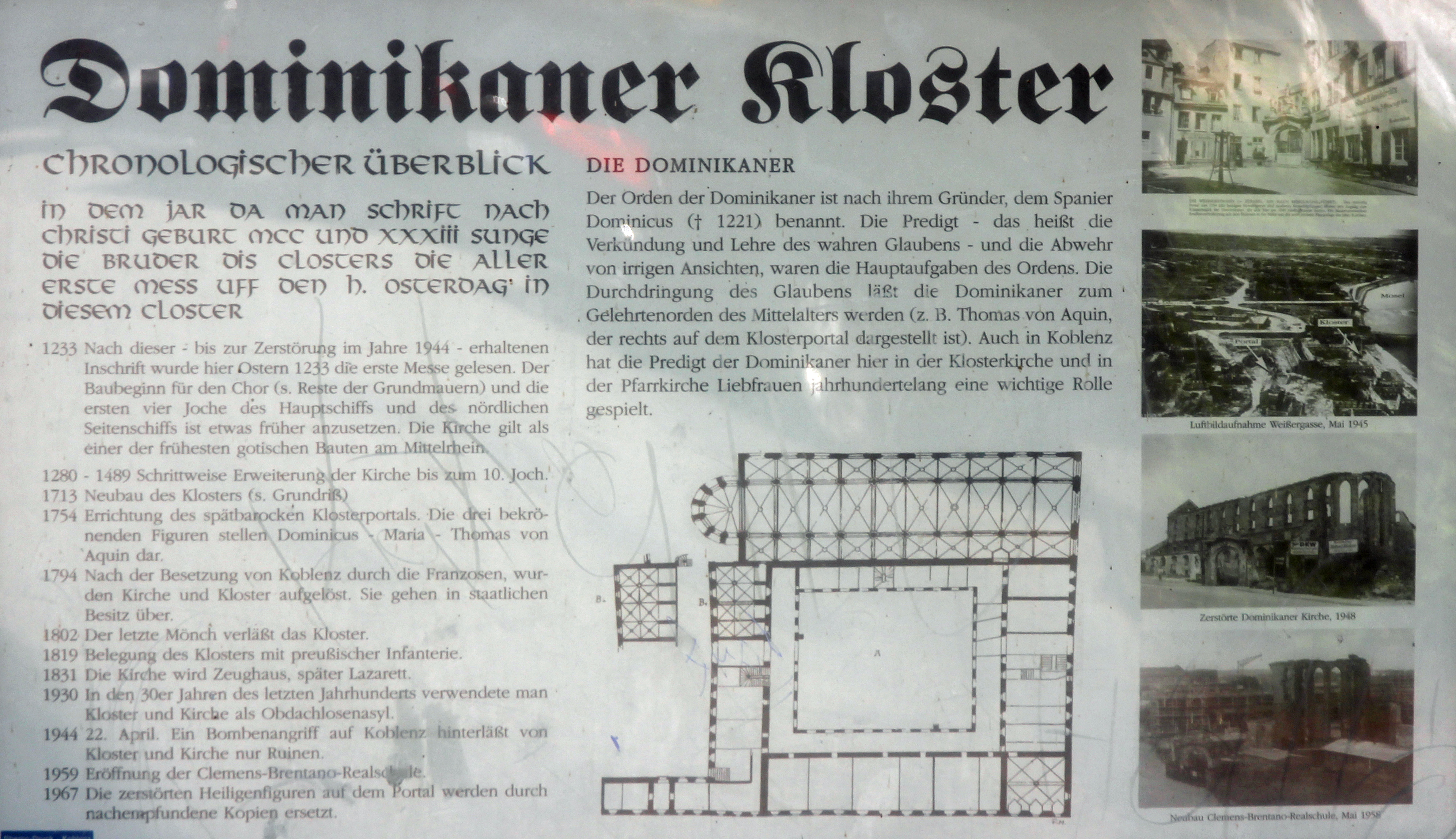
Gedenktafel für das ehemalige Dominikanerkloster im Schulhof der Clemens-Brentano-Realschule in Koblenz

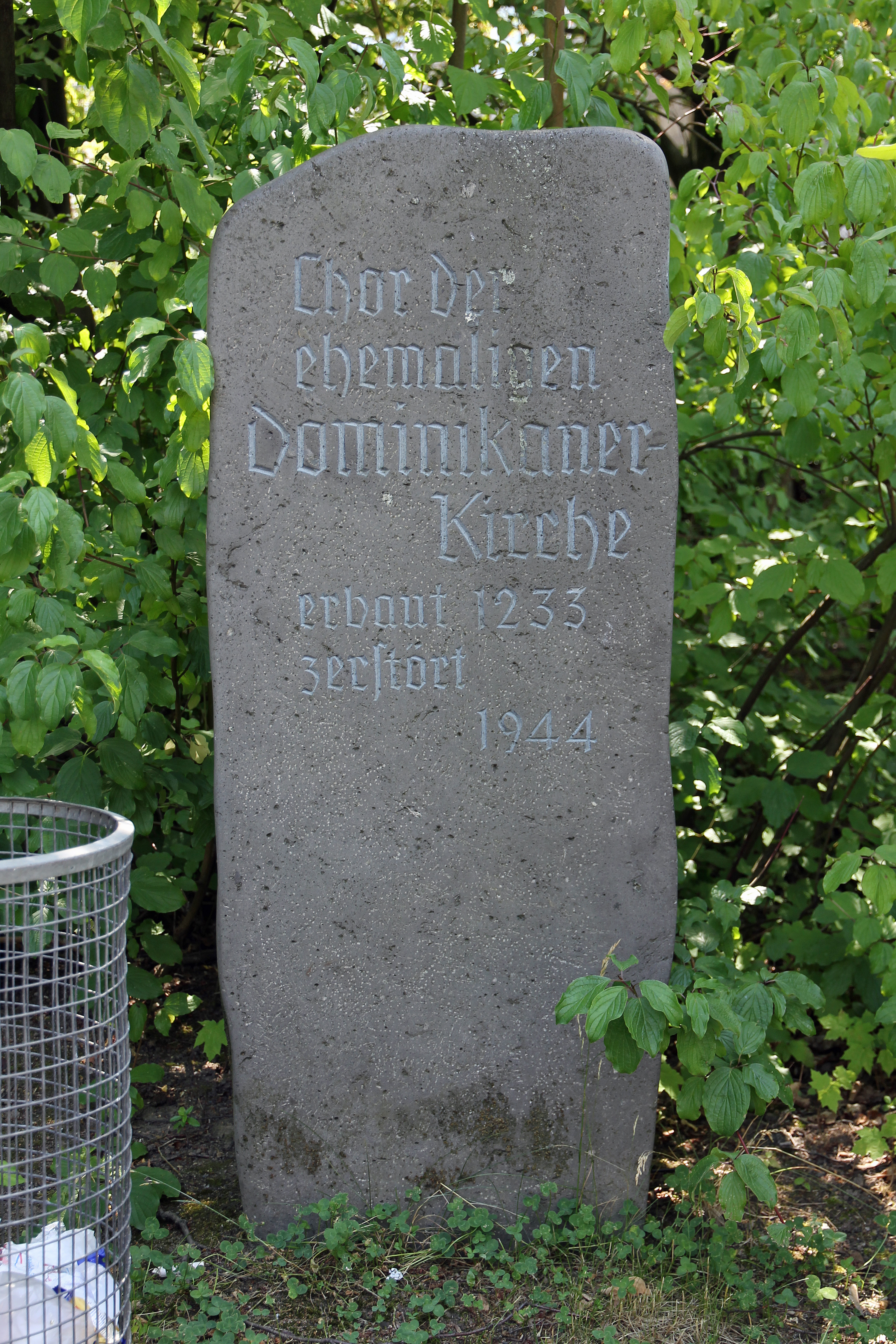
Gedenkstein am Platz des ehemaligen Chors der Klosterkirche

Das Dominikanerkloster Koblenz war ein Kloster der Dominikaner in der Altstadt von Koblenz. Das Anfang des 13. Jahrhunderts gegründete Kloster wurde 1802 in französischer Zeit säkularisiert und danach als preußisches Garnisonslazarett genutzt. Nach der Zerstörung 1944 ist von dem Kloster nur das Rokokoportal von 1754 in der Weißer Gasse und ein kleiner Mauerrest der Kirche erhalten geblieben.

## Geschichte

### Dominikanerkloster

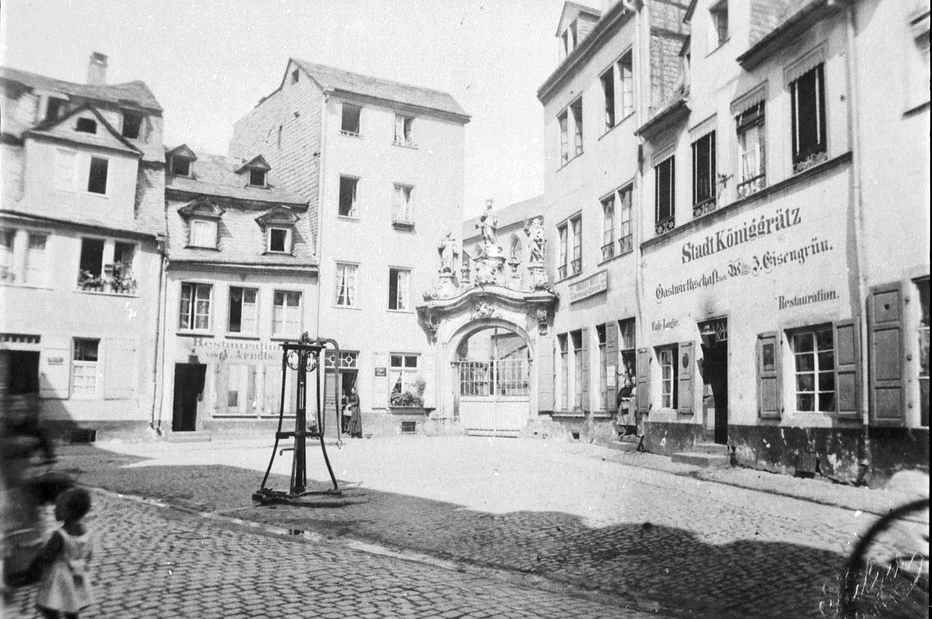
Die Weißer Gasse mit dem Portal zum ehemaligen Dominikanerkloster Koblenz um 1900

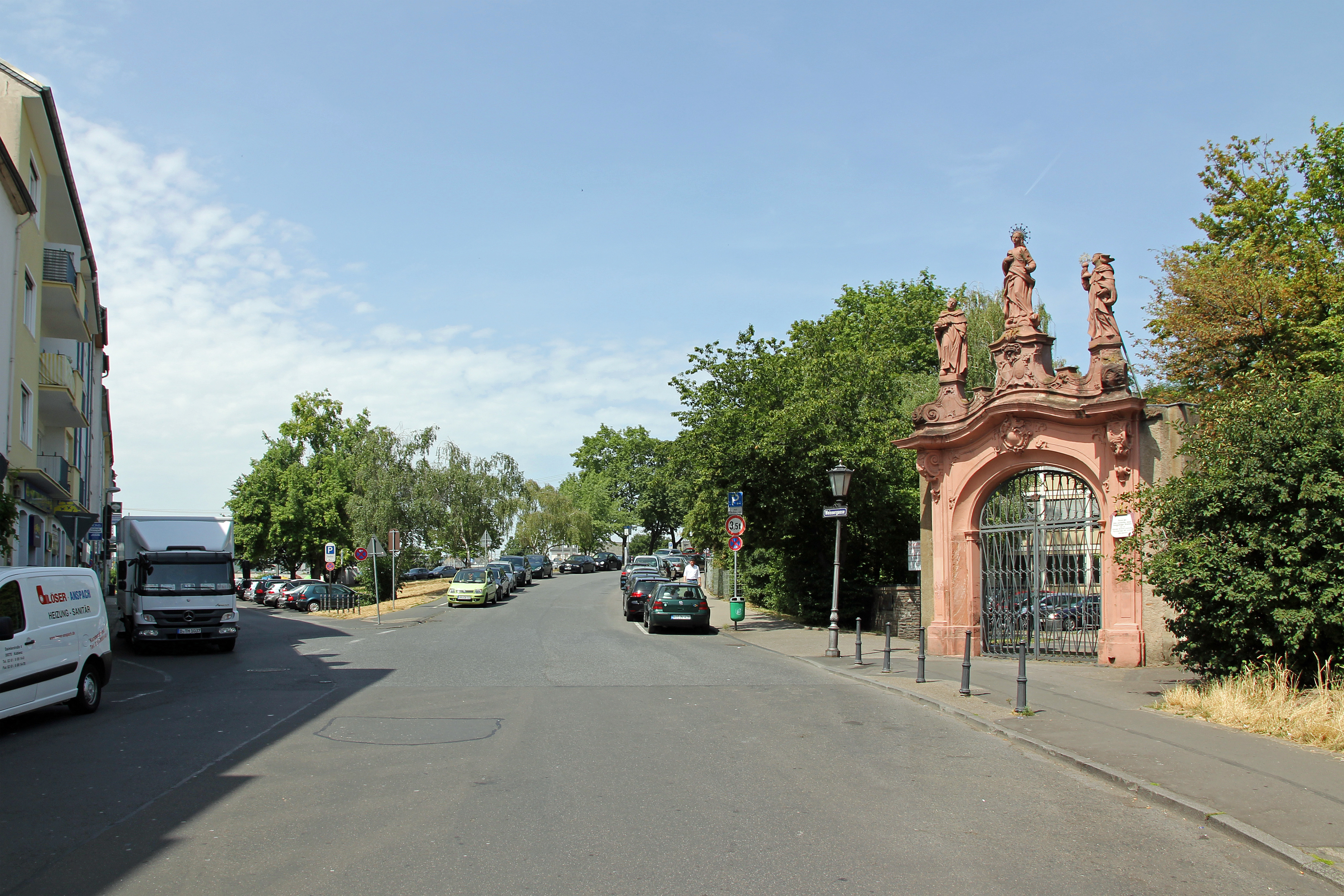
Gleiche Ansicht der Weißer Gasse 2014 mit dem erhaltenen Portal

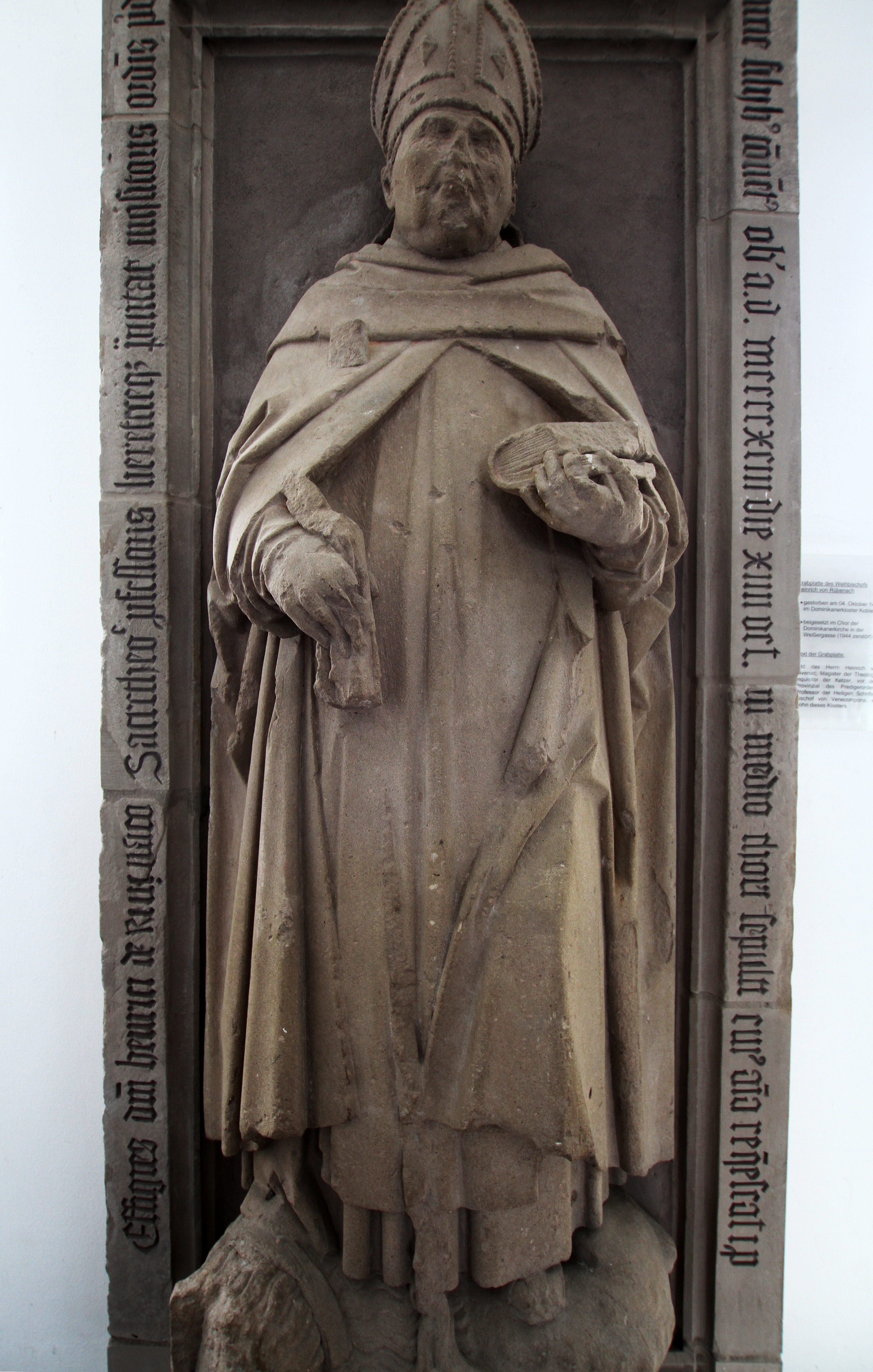
Die erhaltene Grabplatte Heinrich von Rübenachs im Koblenzer Rathaus

Die Dominikaner ließen sich Anfang des 13. Jahrhunderts in Koblenz nieder. Dazu erbauten sie in der Weißer Gasse, einem ärmlichen Viertel vor den Toren der noch bestehenden römischen Stadtmauer, ein Kloster, das zur Provinz Teutonia mit dem Hauptort Köln gehörte. Der erste Gottesdienst wurde hier Ostern 1233 abgehalten. Nachdem der Kirchenbau noch 1245 einem Großbrand zum Opfer gefallen war, wurde er 1260 fertiggestellt und am 25. April des gleichen Jahres nach Johannes dem Täufer und Maria Magdalena geweiht. In der Folgezeit blühte mit der Unterstützung von Spenden reicher Koblenzer Bürger das Dominikanerkloster weiter auf. Bis 1489 konnte das Kirchenbauwerk schrittweise erweitert werden. Die Klosterkirche gilt als einer der frühsten gotischen Bauten am Mittelrhein. Die schlanke dreischiffige und zehnjochige Basilika hatte eine Länge von 50 Meter und eine Breite von 17,5 Meter.
Berühmte Angehörige des Klosters waren Johann Schadland, der Bischof starb 1373 hier, Heinrich Kalteisen, der 1464 in der Klosterkirche beerdigt wurde, und Heinrich von Rübenach der 1493 ebenfalls in der Klosterkirche seine letzte Ruhestätte fand. Die Grabplatte Heinrich von Rübenachs ist erhalten geblieben und steht heute im Koblenzer Rathaus.
1617 bis 1619 amtierte hier der geistliche Schriftsteller Johann Andreas Coppenstein als Prior und starb auch dort 1638. Bei dem verheerenden Bombardement während der Belagerung der Stadt 1688 durch französische Truppen im Pfälzischen Erbfolgekrieg erlitt auch die Klosteranlage erheblichen Schaden. Nach einer provisorischen Reparatur wurden die Klostergebäude 1713 völlig neu errichtet. Das heute noch bestehende spätbarocke Klosterportal im Stil des Rokokos wurde 1754 als Ersatz für ein älteres Tor wohl vom Mainzer Bildhauer Nikolaus Binterim geschaffen.

### Säkularisation und Lazarett
Im Ersten Koalitionskrieg wurde das Dominikanerkloster 1793 erstmals von Österreichern als Lazarett genutzt. Nachdem die französische Revolutionsarmee die Stadt Koblenz ein Jahr später erobert hatte, wurde das Kloster profaniert und ging in den Besitz des französischen Staats über. Das Dominikanerkloster Koblenz wurde 1802 mit Verlassen des letzten Mönchs säkularisiert und von den Franzosen weiter als Militärlazarett genutzt. Die Inneneinrichtung von Kirche und Kloster samt der Glocken wurde verkauft. Den Verkaufserlös verwandte man für die Instandsetzung der Liebfrauenkirche.
Mit Übergabe des Rheinlands an Preußen wurde die ehemalige Klosteranlage 1819 mit einer preußischen Infanterie belegt. Die Klosterkirche diente ab 1831 als Zeughaus. Später wurden die ehemaligen Klostergebäude in ein preußisches Garnisonslazarett umgewandelt, das Innere der Kirche durch Zwischendecken und -wände unterteilt. In den 1930er Jahren wurde die Anlage noch als Obdachlosenasyl genutzt.

### Zerstörung und Abriss
Zum Schutz vor dem drohenden Luftkrieg im Zweiten Weltkrieg regte 1939 der Koblenzer Oberbürgermeister erstmals die Sicherung des Portals der ehemaligen Klosteranlage als ein unersetzliches Baudenkmal an. Im Oktober 1942 wurden die drei Steinfiguren über dem Portal abgenommen und im Keller des Klosters eingemauert. Die gesamte ehemalige Klosteranlage wurde am 22. April 1944 bei einem Luftangriff auf Koblenz zerstört. Dabei gingen auch die Steinfiguren verloren.
Obwohl die Außenmauern noch standen und in den Seitenschiffen der Kirche sogar einige Gewölbe erhalten waren, entschied man sich nach dem Krieg, die Ruinen zu beseitigen. Ab 1955 wurden sie abgerissen und 1957–1959 vom Neubau der Clemens-Brentano-Realschule überbaut. Der auch als Ruine noch eindrucksvolle Chor der Kirche sollte zunächst als Denkmal erhalten bleiben, wurde aber während der Errichtung des Schulgebäudes schließlich doch bis auf einen 50 cm hohen Mauerrest abgebrochen. Zusätzlich entstand eine Straße zur Brücke über die linke Rheinstrecke zum Saarplatz. Nur das Rokokoportal von 1754 blieb erhalten. Die Figuren über dem Portal wurden 1967 von Rudi Scheuermann nachgebildet. Zur 750-Jahr-Feier der Weißergasse Kirmes wurde das Portal 1983 durch die Stadt Koblenz restauriert. Auf dem Schulhof am Platz des Chors der ehemaligen Klosterkirche wurde 1986 ein von der Weißergässer Kirmesgesellschaft gestifteter Gedenkstein aufgestellt. Hier steht der folgende Text zu lesen: „Chor der ehemaligen Dominikaner-Kirche / erbaut 1233 / zerstört 1944.“ Ein Schlussstein mit Madonna und Kind aus dem Jahr 1441 hat ebenfalls die Zeit überdauert und befindet sich heute im Mittelrhein-Museum.
Seit 2014 ist in Planung, eine neue Synagoge auf einem Areal des im Zweiten Weltkrieg zerstörten Dominikanerklosters neben der Schule in der Weißer Gasse zu errichten.

## Portal

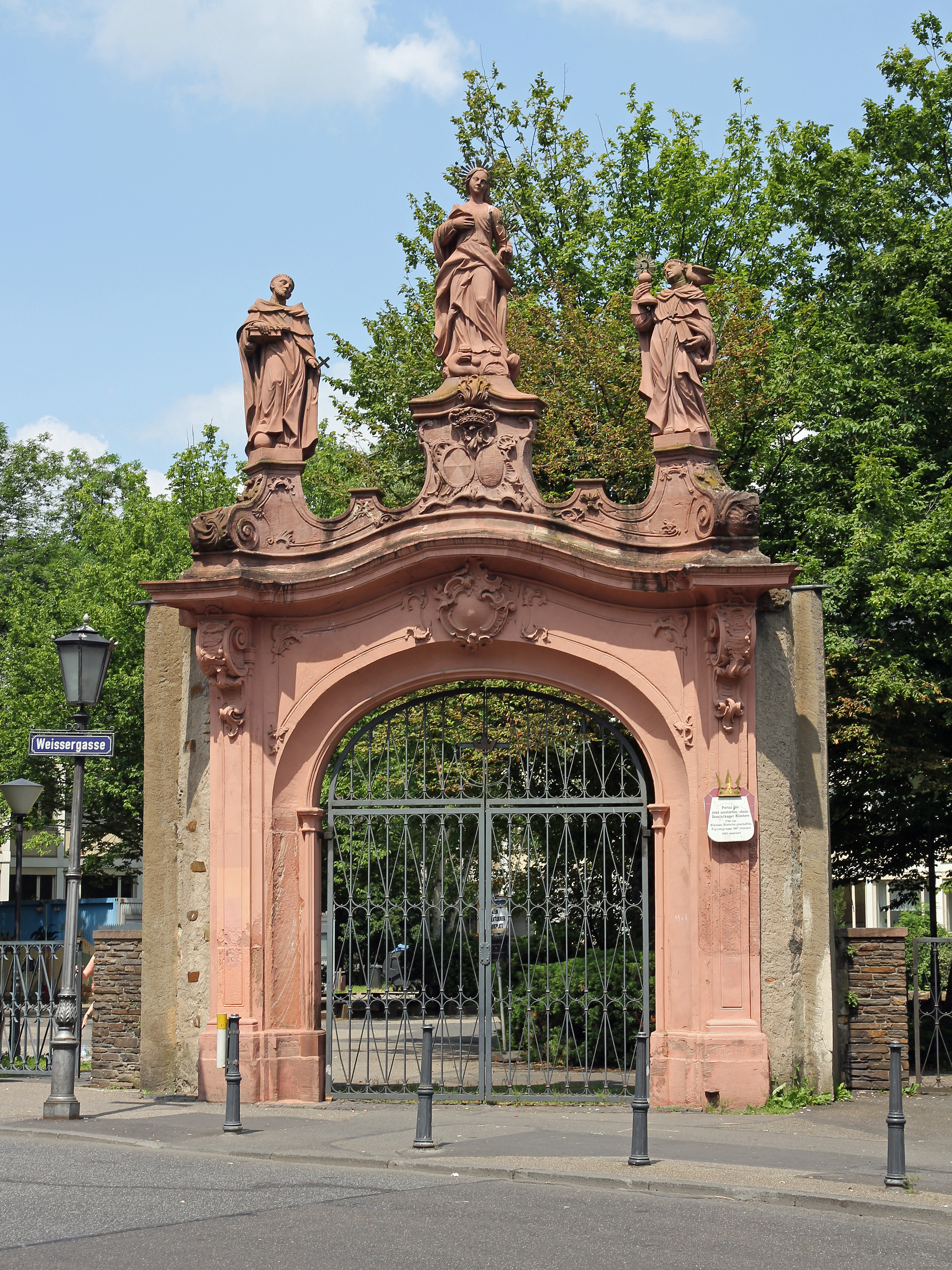
Das erhaltene Rokokoportal des Dominikanerklosters in der Weißer Gasse

Das kunstvolle Barockportal von 1754 wurde von Nikolaus Binterim aus rotem Sandstein geschaffen. Von hier gelangte man in einen im selben Jahr vollendeten barocken Hof vor der Klosterkirche. Das Portal ist in geschwungenen Formen und Ornamenten des Rokokos mit Rocaillen, Wappen und Voluten gestaltet. Bekrönt wird es durch drei Figuren, den heiligen Dominikus (links), den heiligen Thomas von Aquin (rechts) und die als Maria Viktoria von den Bürgern der Weißer Gasse verehrte heilige Maria (Mitte). Die ursprünglichen Figuren wurden während des Zweiten Weltkriegs im Kloster gelagert und dort bei einem Bombentreffer zerstört. Das Portal selbst wurde schwer beschädigt, aber nach dem Krieg 1951 restauriert. Die drei neuen, den Originalen nachgebildeten Figuren schuf 1964–1967 der Koblenzer Bildhauer Rudi Scheuermann. Die zwischen den Skulpturen stehenden, reich verzierten Vasen wurden nicht wiederhergestellt.
Das ursprünglich von Häusern eingerahmte Tor steht heute frei und ist daher auch ein eindrucksvolles Zeugnis für die fast völlige Zerstörung der historischen Weißer Gasse im Zweiten Weltkrieg und den anschließenden Wiederaufbau.

## Denkmalschutz
Das erhaltene Rokokoportal des Dominikanerklosters ist ein geschütztes Kulturdenkmal nach dem Denkmalschutzgesetz (DSchG) und in der Denkmalliste des Landes Rheinland-Pfalz eingetragen. Es steht in Koblenz-Altstadt in der Weißer Gasse.
Seit 2002 ist das erhaltene Rokokoportal des Dominikanerklosters Teil des UNESCO-Welterbes Oberes Mittelrheintal.